# Hiroyuki Hamada

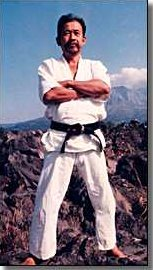
So Shihan Hiroyuki Hamada.

Nació en Japón, ciudad de Sendai, un 29 de octubre de 1925 y murió en el propio lugar el 16 de septiembre de 2003. Fue el creador del estilo de Karate-Do conocido como Nihon Koden Shindo Ryu y mentor del So Shihan (Gran Maestro) Felton Messina.

## Historia
Ingresa a la escuela superior a la edad de 12 años en el 1938 destacándose en sus estudios. En julio de 1941, contando con 15 años y cursando el cuarto año de escuela superior, comienza a tomar clases de Karate, en el estilo de Okinawa Tomari Ha. En ese mismo año estalla la Segunda Guerra Mundial. En marzo de 1943, logra graduarse de la escuela superior, aunque había perdido dos años de estudios escolares debido a la guerra. En este periodo se concentró fuertemente en sus prácticas de Karate debido a las circunstancias que le impedían seguir estudiando.En el 1943 emprende el estudio de los estilos Shuri Te y To Te que era una versión de Karate con claras raíces chinas. En el periodo comprendido entre abril de 1943 y marzo de 1944 se dedica profundamente al perfeccionamiento del Karate. En abril de 1944, con 18 años, ingresa a la marina de guerra Japonesa. El 15 de agosto de 1945 termina la Guerra y para ese entonces el maestro Hamada formaba parte de uno de los batallones de la fuerza aérea de Kurashiki. Cuando supo sobre la derrota Japonesa, pasó 10 días con la incertidumbre de autoinmolarse con el ritual del Sepuko. Uno de sus maestros si llevó a vías de hecho este deseo por ese entonces.
Luego de este tiempo decide firmemente vivir y dedicarse a la ayudar a los demás a través del Karate Do. Durante todo este tiempo sigue perfeccionando sus conocimientos del Arte del Karate. El 31 de agosto de 1945 regresa a su ciudad natal, Sendai.

## Creación del estilo
Hiroyuki Hamada intensifica sus prácticas de Karate entre los años 1945 y 1952 con viajes continuos por todo Japón dedicándose al estudio de dos estilos de Karate: 1.º el Nihon Shindo Karate-Do y el Nihon- Den Karate-Do. En el 1952, ingresa al cuerpo de Bomberos de su ciudad natal y por primera vez recibe discípulos para impartirles clases de Karate. Estos hechos traen consigo que en la madrugada del 28 de marzo de 1964, en el templo llamado “Isekotaigingie” situado en la prefactura de “ MIE “, proclamara el nacimiento del Nihon Koden Shindo Ryu. Este estilo estaba basado en la modificación del karate que había aprendido buscando la máxima efectividad en sus movimientos.

## Actualidad
Durante el resto de su vida (hasta el año 2003), se dedicó a difundir el nuevo estilo de Nihon Koden Shindo Ryu, llegando hasta América de la mano del So Shihan Felton Messina. En abril de 1980 renuncia a la jefatura del cuerpo de Bomberos de Sendai para dedicarse completamente al Karate siendo So Shihan del estilo que había creado hasta su muerte y también presidente del Nihon Minzoku –Ha, Ni ichi-Kai. Además era colaborador principal del Templo Kasuga-Ginngia. En la actualidad el encargado del estilo en la isla de Japón es el sobrino del maestro Hamada So Shihan Eturou Takeshita.